# هاروکو ناواتا وارد
هاروکو ناواتا وارد انگلیسی: Haruko Nawata Ward؛ تاریخ‌نگار است. یک مورخ تاریخ ادیان و مذاهب است که در حال حاضر تاریخ کلیسا را در مدرسه علمیه کلمبیا تدریس می‌کند. او عمدتاً به دلیل کارش در مورد رهبران مذهبی زنان، تاریخ مسیحیت در آسیا، تاریخ اصلاحات پروتستانی، مواجهه با فرهنگ‌ها و ادیان و مسائل عدالت در طول تاریخ کلیسا شناخته شده‌است.